# Calgary Wranglers
Calgary Wranglers är ett professionellt ishockeylag, baserat i Calgary, som började spela säsongen 2022–23 i American Hockey League. Laget spelar i Scotiabank Saddledome, hemmaarena för deras associerade NHL-lag, Calgary Flames.

## Historik
I maj 2022 tillkännagav Calgary Flames omlokaliseringen av ishockeylaget Stockton Heat. Calgary Flames ville ha sitt AHL-lag närmare hemstaden Calgary. Det nya laget spelade sin första match den 16 oktober 2002, där de förlorade med 5-6 mot Coachella Valley Firebirds. I augusti 2022 tillkännagavs lagets nya namn; då togs smeknamnet "Wranglers" tillbaka efter att tidigare ha använts av WHL-laget med samma namn åren 1977 till 1987.